# Goibniu
Goibniu ['govʴnʴu] (altirisch gobae, gobann „Schmied“), auch Goibhniu oder Gavida, ist eine Sagengestalt aus der keltischen Mythologie Irlands. Er und seine Brüder Credne und Luchta sind auch bekannt als die drei Götter des Handwerks (Trí dée Dána) der Túatha Dé Danann. Er ist ein Sohn des Tuirbe und der Danu und der Bewahrer des unsterblich machenden Mets für die anderen Götter. In der Schlacht von Mag Tuired schmiedet er für die Kämpfer mit drei Schlägen Lanzenspitzen und Schwerter, Luchta haut mit drei Beilschlägen den Schaft zu und Credne befestigt sie mit drei Schlägen daran. Goibnius Waffen verfehlen nie das Ziel und sind durch Wundbrand absolut tödlich. Von Ruadan mit seinem eigenen Speer verwundet, tötet er ihn und wird durch die Lebensquelle der Túatha wieder geheilt.
Wie die Bezeichnung Trí dée Dána erkennen lässt, galt Goibniu ursprünglich als Gottheit, ihm entspricht der walisische Govannon. Als Vorbild für die Figur gilt der altkeltische Gott Gobanos, der unter anderem auf der Berner Zinktafel genannt wird.
Eine dreimalige Anrufung des Gottes Goibniu soll die Butter vor dem Ranzigwerden beschützen.
Dem altirischen gobae entspricht das mittelkymrische gof, gofein („Schmied“) und das gallische gobedbi („mit den Schmieden“).